# Internet Explorer 8
Internet Explorer 8 (IE8) foi a oitava versão do navegador Internet Explorer criado e fabricado pela Microsoft. Ele foi o sucessor do Internet Explorer 7.
O Internet Explorer 8 foi lançado em 19 de março de 2009 disponível para Windows XP, Windows Server 2003, Windows Vista, Windows Server 2008, Windows 7 e Windows Server 2008 R2. O programa é disponível em 25 idiomas.

## Novidades

### Novos recursos
- Aceleradores
- Navegação Privada
- Pesquisa Instantânea
  - Pesquisa Visual
  - Sugestões de Pesquisa
- Ferramenta para desenvolvedores
- Preferências de segurança
  - Filtro do SmartScreen
  - Filtro Cross Site Scripting
  - Realce de Domínio
  - Prevenção de Execução de Dados
- Recuperação Automática de Falhas
- Web Slices

### Aprimoramentos
- Barra de Favoritos aperfeiçoada
- Navegação aperfeiçoada
- Novo Histórico de Navegação

## Versões
O Internet Explorer 8 já passou por 5 versões, da qual a final foi lançada em 19 de março de 2009.

### Versões lançadas
A tabela a seguir mostra a evolução do programa ao longo das versões lançadas, apresentando cada uma das versões pelas quais ele já passou, a data de lançamento delas, se elas possuem compatibilidade nas versões do sistema operacional Windows, e o número de idiomas disponíveis em cada uma delas.
Observação: A sigla SP significa Service Pack, que se refere aos pacotes de serviço do Windows.
| Versão                  | Data de lançamento     | Windows XP | Windows Server 2003 | Windows Vista | Windows Server 2008 | Windows 7 | Nº de idiomas |
| ----------------------- | ---------------------- | ---------- | ------------------- | ------------- | ------------------- | --------- | ------------- |
| Beta 1                  | 5 de março de 2008     | SP2 e SP3  | Apenas o SP2        | Sim           | Sim                 | Não       | 3             |
| Beta 2                  | 27 de agosto de 2008   | SP2 e SP3  | Apenas o SP2        | Sim           | Sim                 | Sim       | 25            |
| Partner Build (Pré-RC1) | 10 de dezembro de 2008 | SP2 e SP3  | Apenas o SP2        | Sim           | Sim                 | Sim       | 1             |
| RC1                     | 26 de janeiro de 2009  | SP2 e SP3  | Apenas o SP2        | Sim           | Sim                 | Sim       | 25            |
| Versão para fabricação  | 19 de março de 2009    | SP2 e SP3  | Apenas o SP2        | Sim           | Sim                 | Sim       | 25            |

### Sussesor
Em 2009, a Microsoft divulgou na página oficial do Internet Explorer 8 que a versão para fabricação lançada no dia 19 de março de 2009 não é disponível para a versão beta do sistema operacional Windows 7, pois essa versão beta já vem com uma versão em desenvolvimento do Internet Explorer 8 que está como pré-candidata para uma futura versão do programa própria para o Windows 7.
Depois de alguns meses, com o lançamento do Windows 7, a Microsoft lançou Internet Explorer 9.